# اسپینوساد
اسپینوساد (انگلیسی: Spinosad) یک حشره‌کش است از باکتری‌های گونهٔ «ساکاروپُلی‌سپورا اسپینوسا» به دست می‌آید.
اسپینوساد حاوی دو نوع اسپینوسوئید است: «اسپینوسین آ» و «اسپینوسین دی» که نسب آنها به ترتیب ۱۷ به ۳ است.
این مادهٔ شیمیایی در سرتاسر جهان برای کنترل برخی حشرات نظیر پروانه‌سانان، مگس، ریشک‌بال، قاب‌بالان، راست‌بالان، پرده‌بالان و چند نوع دیگر از آفات به‌کار می‌رود.
این سم با نام‌های تجاری «کامفورتیس»، «ترای‌فکسیس» و «ناتروبا» فروخته می‌شود. سم «ناتروبا» برای درمان شپش سر نیز به‌کار می‌رود. از اسپینوساد به‌طور رایج برای کشتن ریشک‌بال استفاده می‌شود.